# Zorzines amamiensis
Zorzines amamiensis là một loài bướm đêm trong họ Noctuidae.